# Halti
Halti (též Hálditšohkka nebo Haltitunturi) je hora na hranici Finska a Norska ve Skandinávském pohoří, na které se nachází nejvyšší vrcholek Finska (1324 m n. m.), nejvyšší z finských tisícovek.

## Vrchol(y)
Hlavní vrchol hory Halti leží v Norsku, asi 1,2 km od finské hranice, na pomezí katastrů obcí Kåfjord a Nordreisa v nadmořské výšce 1361 m n. m. a je známý jako Ráisduattarháldi. Vedlejší vrchol několik desítek metrů od finské hranice dosahuje výšky 1328 m n. m. a prominence 38 metrů od sedla s hlavním vrcholem. Pod tímto vedlejším vrcholem u hraničního kamene 303B se nachází nejvyšší místo Finska, dosahující 1324 m n. m. Tento vrchol leží v katastru obce Enontekiö v Laponsku, na souřadnicích 69°18′33″ s. š., 21°15′51″ v. d.
Nejvyšší hora s vrcholem na území Finska je necelé 4 km vzdálená Ritničohkka, vysoká 1316 m n. m.

## Přístup
Vrchol Halti je přístupný z finské i z norské strany. Z norské strany je kratší, v letních měsících lze dojet autem asi 5 km pod vrchol (vzdušnou čarou) a odtud nastoupat severozápadním svahem asi 600 výškových metrů.
Klasická cesta z finské strany začíná ve vesnici Kilpisjärvi pod horou Saana a je mnohem delší - zpáteční cesta měří kolem 100 km a trvá pět až šest dnů. Po cestě jsou chatky na přespání, tzv. autiotupy, a přístřešky, tzv. laavu. Obvyklá doba pro letní výstup je přelom července a srpna, pro lyžařský březen až květen.

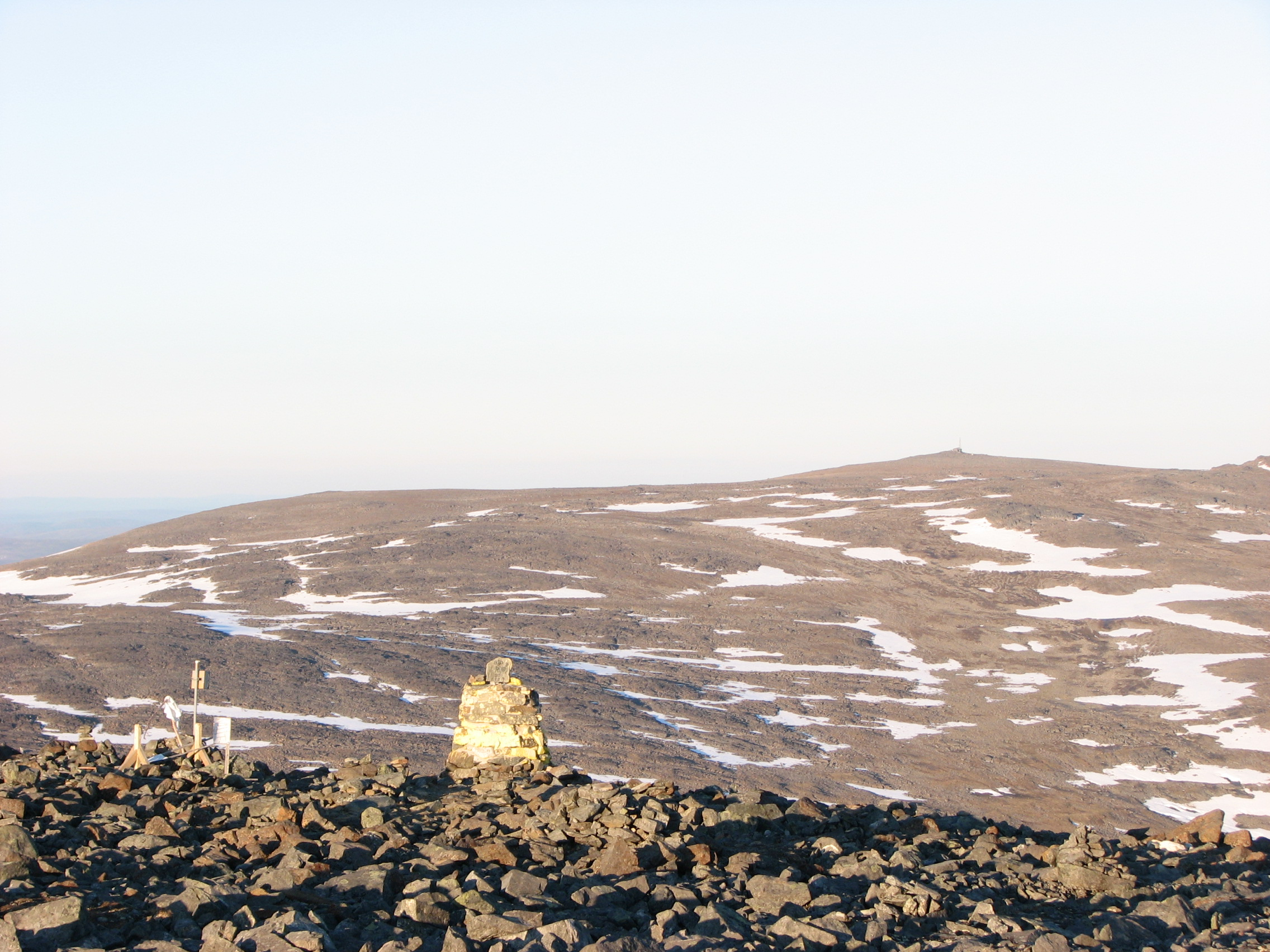
Finský vrchol, v pozadí Ridnitšohkka

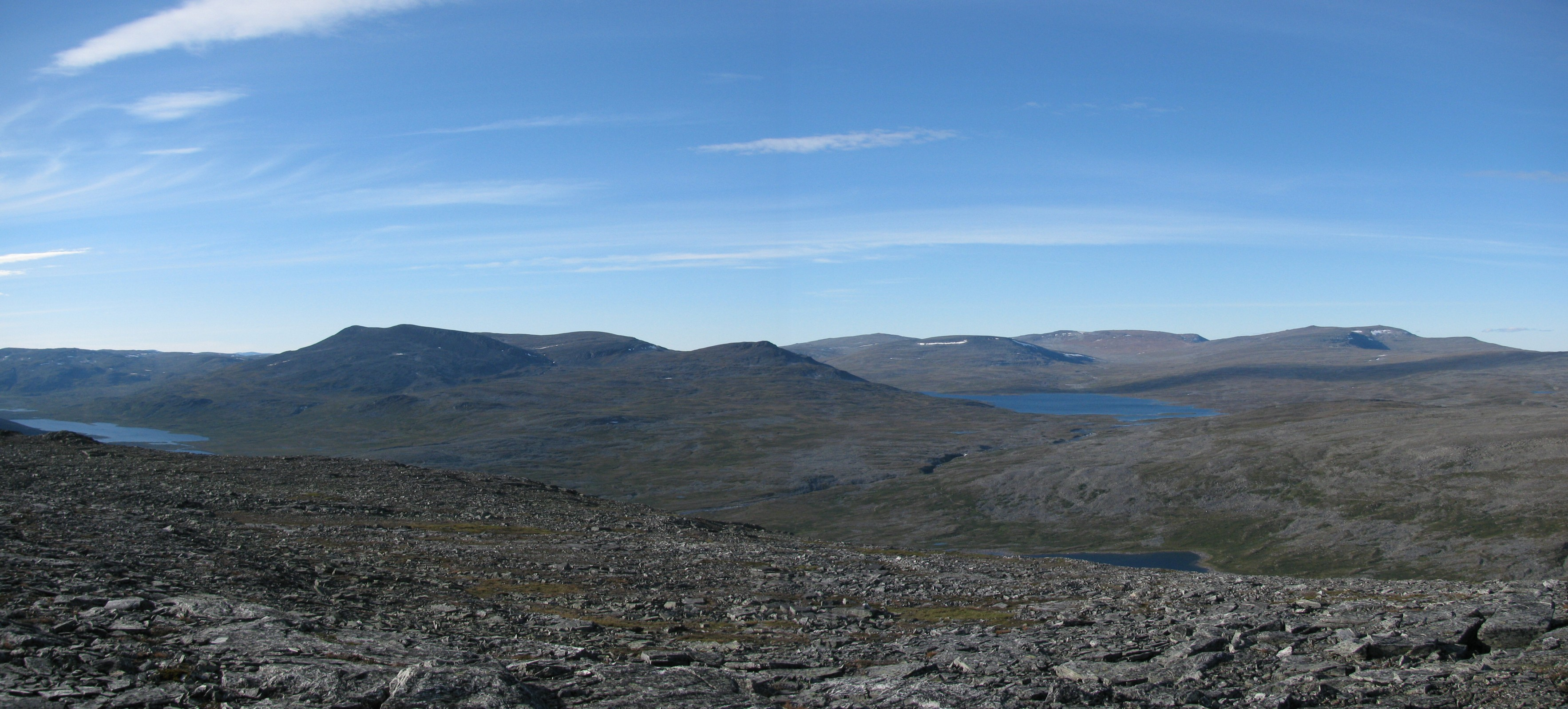
Finské hory, Halti a Ritničohkka vpravo